# Hình vuông Sator

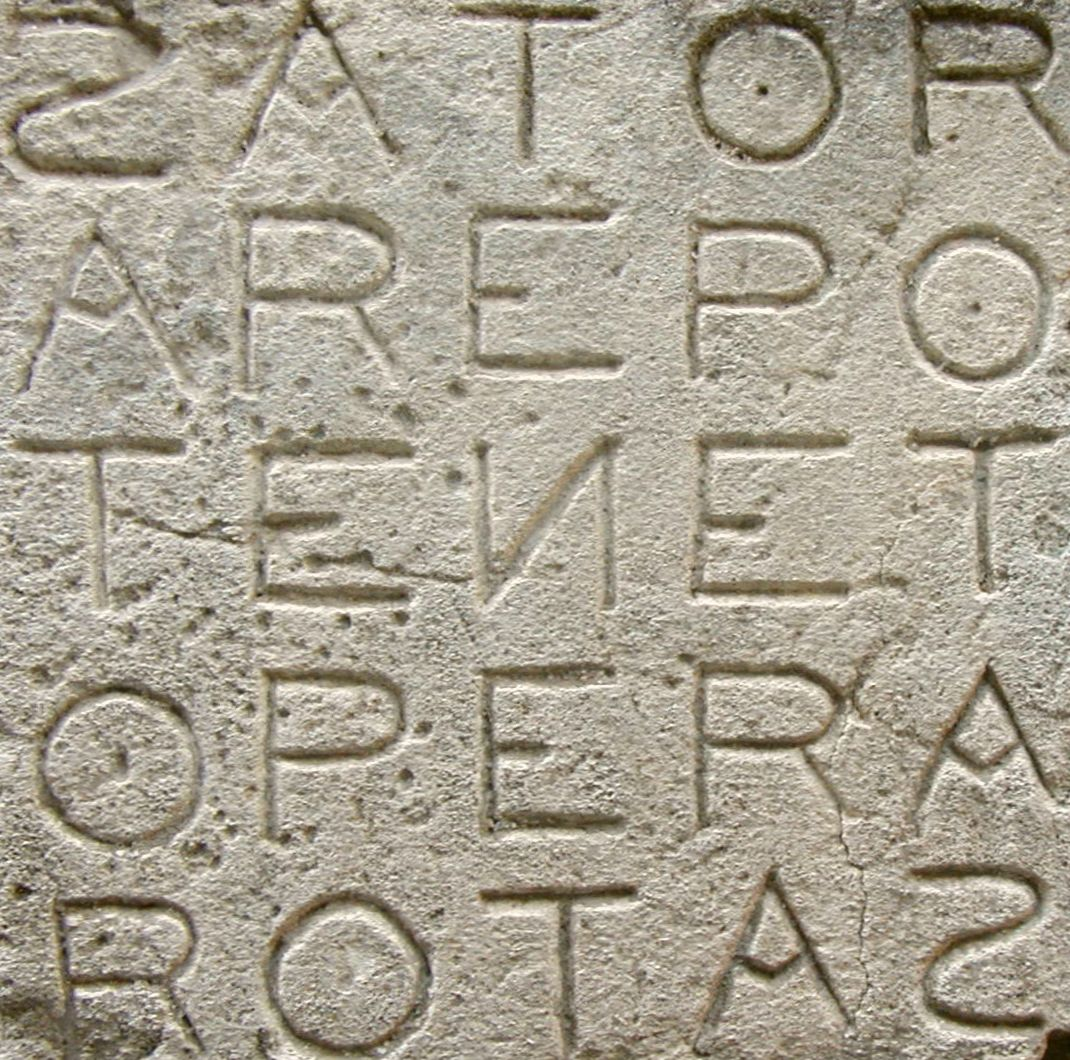
HÌnh vuông Sator ở Oppede, Pháp

Hình vuông Sator (hay Hình vuông Rotas) là một hình vuông chứa tiếng Latinh với năm từ. Nó có trong Thiên chúa giáo sơ khai cũng như trong các bối cảnh ma thuật. Ví dụ sớm nhất về hình vuông có từ tàn tích của Pompeii, mà một số học giả cho rằng có nguồn gốc tiền Cơ đốc giáo, chẳng hạn như người Do Thái hoặc Mithraic.

## Mô tả

### Hình dáng

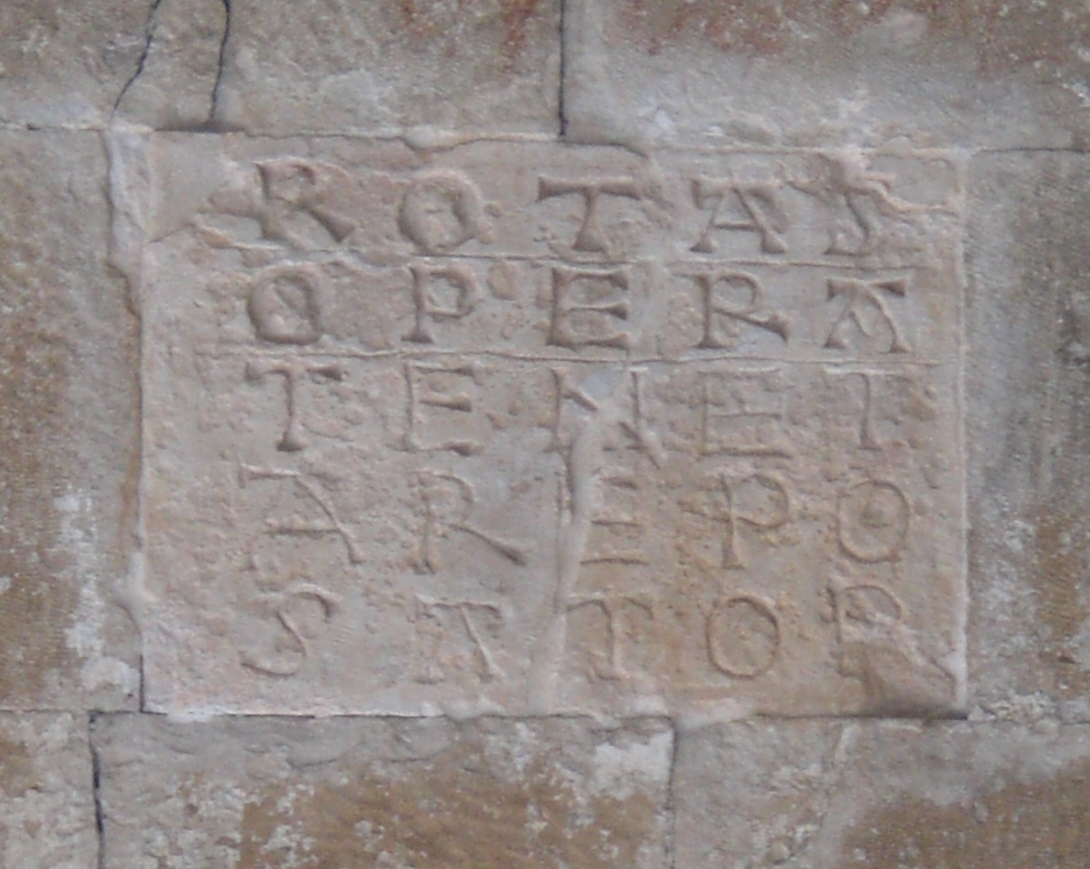
Hình vuông Sator trên quảng trường St. Peter ad Oratorium ở Ý

Dạng sớm nhất có từ ROTAS ở dòng trên cùng, nhưng phiên bản có SATOR ở dòng trên đã trở nên phổ biến hơn. Nó là một hình vuông 5 × 5 được tạo thành từ năm từ 5 chữ cái, bao gồm tổng cộng 25 chữ cái, tất cả đều bắt nguồn từ 8 chữ cái Latinh: 5 phụ âm (S, T, R, P, N) và 3 nguyên âm (A, E, O).
| R O T A S |  | S A T O R |
| O P E R A |  | A R E P O |
| T E N E T |  | T E N E T |
| A R E P O |  | O P E R A |
| S A T O R |  | R O T A S |

Nó là một dạng palindrome vuông có bốn đối xứng, là đồng dạng, hai phản xạ chéo, và xoay 180 độ. Văn bản có thể được đọc từ trên xuống dưới, từ dưới lên trên, từ trái sang phải hoặc từ phải sang trái; và nó có thể được xoay 180 độ và vẫn được đọc theo tất cả các cách đó.

### Dịch từ
Sator
(Danh từ chỉ định hoặc xưng hô) người gieo, người trồng, người sáng lập, tổ tiên (thường là thần thánh); người khởi xướng; nghĩa đen là 'người gieo hạt'.
Arepo
Không rõ, có thể là một tên riêng, được phát minh ra hoặc có thể có nguồn gốc từ Ai Cập, ví dụ như có thể là một dạng mã hóa của tên Harpocrates hoặc Hor-Hap (Serapis).
Tenet
(động từ;) anh ấy / cô ấy / nó nắm giữ, giữ, hiểu, sở hữu, chủ, bảo tồn, duy trì.
Opera
(Danh từ ở cách chủ cách, cách thoái cách hoặc cách đối cách): làm việc, chăm sóc, sự giúp đỡ, lao động, phục vụ, nỗ lực/vất vả; (từ “opus”): (Danh từ ở cách chủ cách, cách đối cách hoặc cách gọi cách): các công trình, việc làm; (ở cách thoái cách): với sự nỗ lực.
Rotas
(rotās, số nhiều của từ rota): bánh xe; (động từ): bạn (you), nguyên nhân để xoay (cause to rotate)

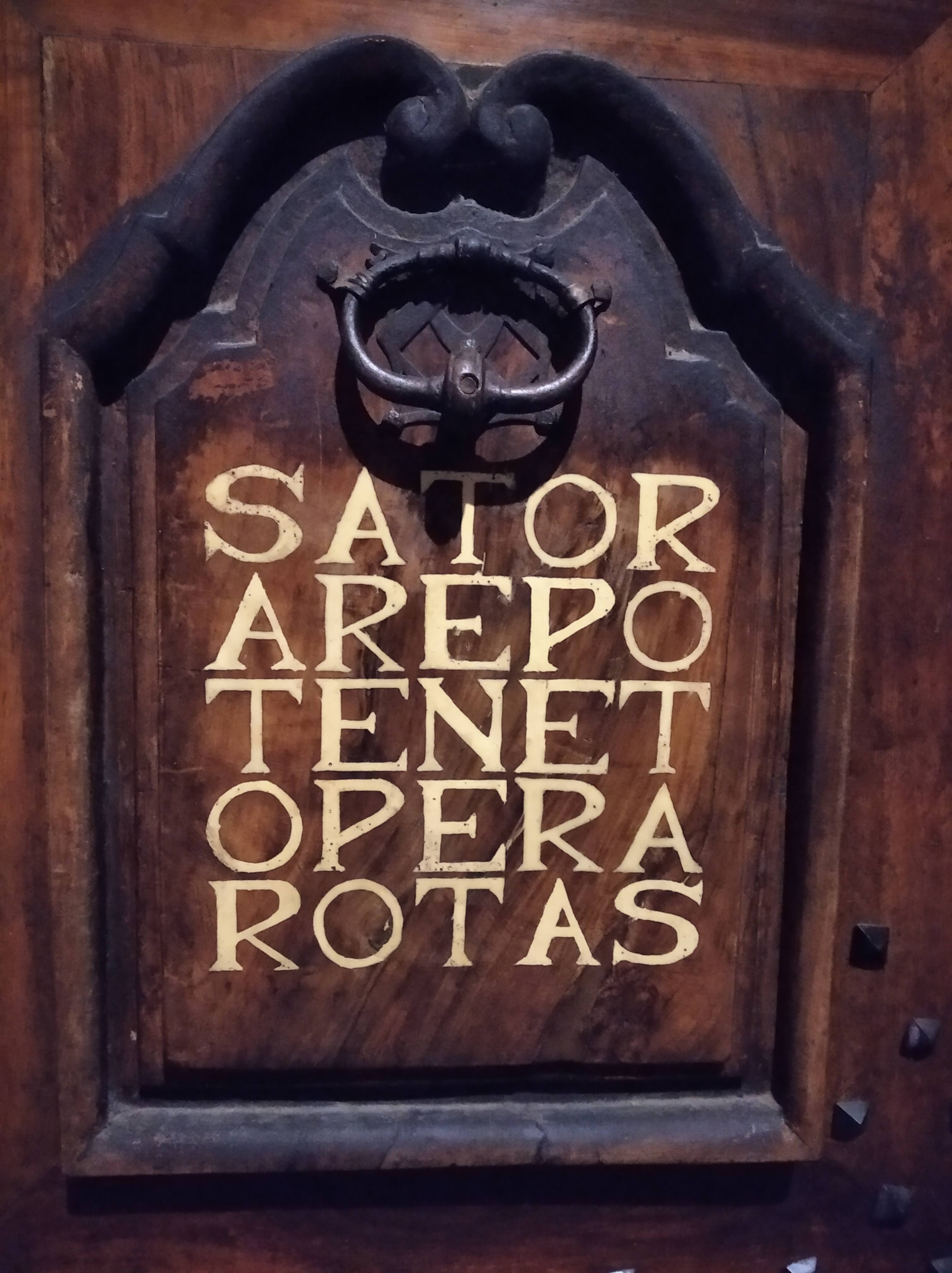
Hình vuông Sator trên cánh cửa gỗ ở Grenoble, Pháp

Một bản dịch có khả năng của Hình vuông Sator là 'Người nông dân Arepo có bánh xe làm việc "; nghĩa là người nông dân sử dụng cái cày như một hình thức lao động của mình. Một bản dịch thay thế khác sẽ là 'Người nông dân Arepo cầm bánh xe một cách khó khăn (hoặc bằng nỗ lực)',Cách giải thích đầu tiên, mặc dù không phải là một câu quan trọng, là ngữ pháp; hình vuông có thể được đọc lên và xuống, ngược và xuôi. C. W. Ceram cũng đọc theo kiểu đường cày (Boustrophedon) (theo các hướng xen kẽ). Nhưng vì trật tự từ rất tự do trong tiếng Latinh, nên bản dịch cũng giống như vậy. Nếu hình vuông Sator được đọc kiểu boustrophedon, theo hướng ngược lại, các từ sẽ trở thành "Sator opera tenet Arepo rotas" với trình tự bị đảo ngược và vị trí của từ "Rotas" là sự khác biệt chính.
Từ Arepo là một từ hiếm gặp (hapax legomenon), không xuất hiện ở đâu khác trong văn học Latinh. Hầu hết những người đã nghiên cứu về Hình vuông Sator đều đồng ý rằng đó là một tên riêng, hoặc là sự chuyển thể của một từ không phải tiếng Latinh hoặc rất có thể là một cái tên được phát minh riêng cho câu này. Jerome Carcopino nghĩ rằng nó đến từ người Celtic, cụ thể là Gaulish, từ có nghĩa là 'cày'. David Daube thì lập luận rằng nó đại diện cho một phiên bản tiếng Do Thái hoặc tiếng Ả Rập của từ Ἄλφα ω trong tiếng Hy Lạp, hoặc "Alpha-Omega" (Khải Huyền 1:8) của các Cơ đốc ở thời kỳ đầu. J. Gwyn Griffiths lại cho rằng từ đó được mang đến, thông qua Alexandria, từ cái tên Ai Cập Ḥr-Ḥp,. Nguồn gốc ở Ai Cập Graeco-La Mã cũng được Miroslav Marcovich ủng hộ, người cho rằng Arepo là chữ viết tắt Latinh hóa của từ Harpocrates, thần mặt trời mọc, ở một số nơi được gọi là Γεωργός `Aρπον, mà Marcovich cho rằng tương ứng với từ Sator Arepo. Nếu người ta chấp nhận rằng một hoặc nhiều tên vị thần được mã hóa thành hình vuông Sator, thì hình vuông từ này có thể được coi là một ví dụ của một mạn đà la.